# 北山本門寺

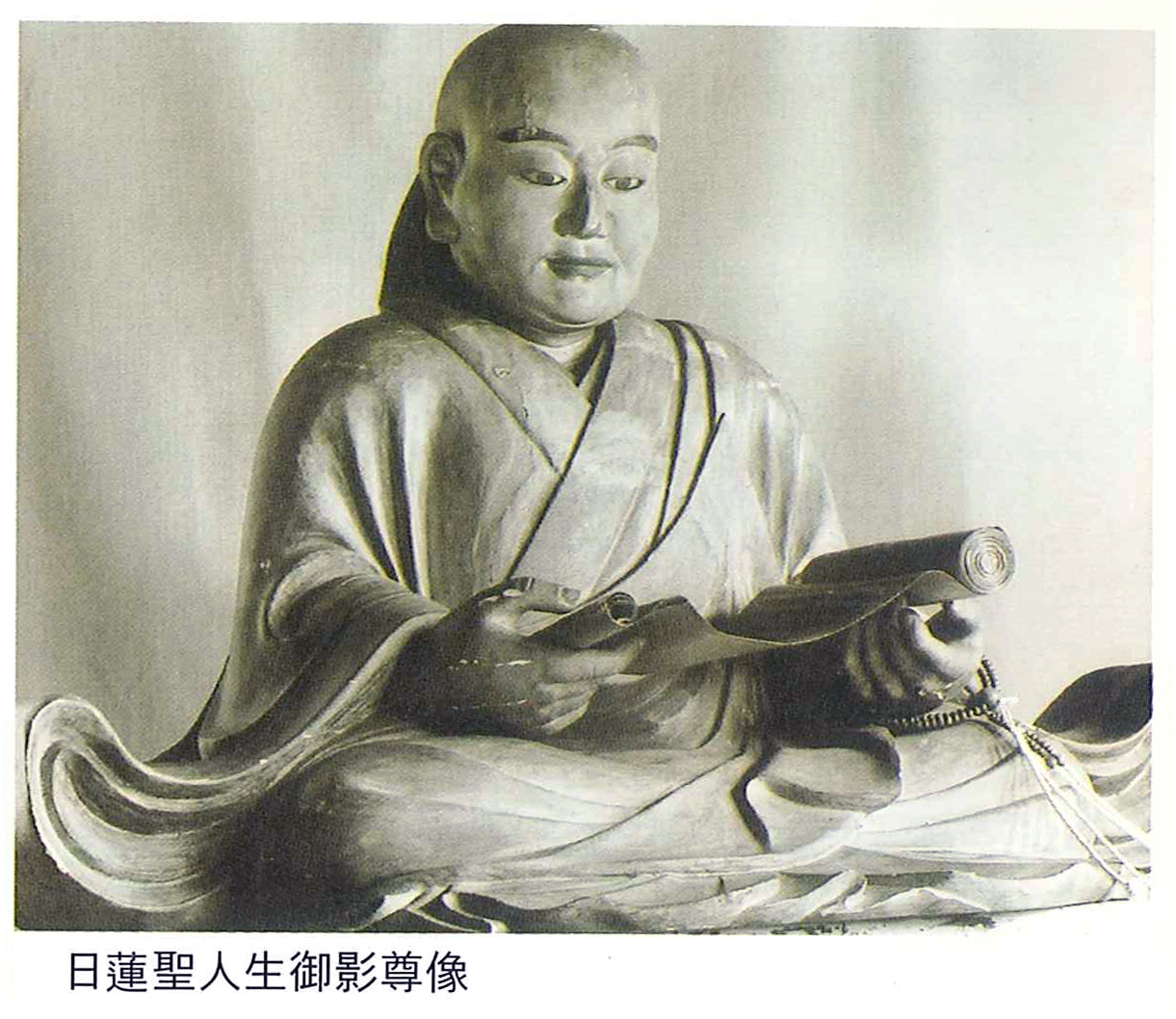
生御影（祖師堂安置）

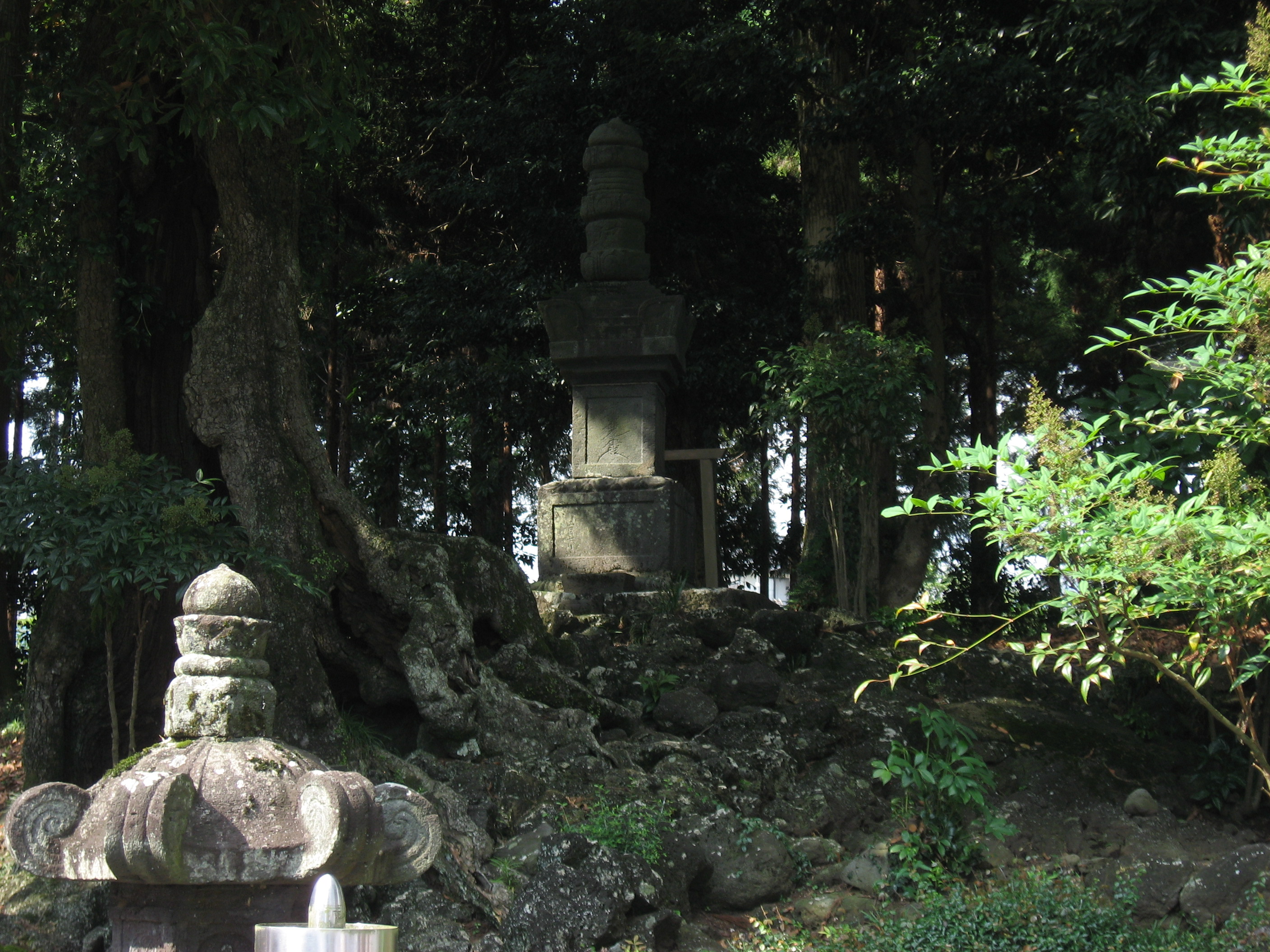
日興上人廟所

北山本門寺（きたやまほんもんじ）は、静岡県富士宮市北山にある日蓮宗の寺院で、同宗の七大本山の1つ。日興の法脈を継承した富士門流に属し、静岡県の駿東地方に分布する西山本門寺、大石寺、下条妙蓮寺、小泉久遠寺とともに同門流の「富士五山」を構成する。また、さらに 京都要法寺、伊豆実成寺、保田妙本寺とあわせて「興門八本山」のひとつにも数えられる。正式呼称は法華本門寺根源。山号は富士山。他の通称に重須本門寺がある。

## 歴史
日興は1293年（永仁元年）に石川能忠の寄進をうけて北山に重須談所を設けると、同時に、本堂・御影堂・垂迹堂の建設にとりかかり、5年後の1298年（永仁6年）に落成した。大石寺は弟子の日目に譲ったが、日目が南条時光の血縁関係であったことも理由のひとつとされている。同様に石川一族は、日興の血縁関係者であった。日興は晩年の36年間を重須談所で過ごした。
日興の後は第2代として日代が継いだが、日代は教義上の対立から地元大衆に寺を追い出され、西山本門寺を建立して初代住職となった。
- 1298年（永仁6年）2月15日、日興、重須に御影堂を建立して移る。日興本弟子6人を定む。
- 1302年（乾元1年）3月8日、日頂、下総真間弘法寺を日揚に付し、重須に来たり日興に帰依す。12月28日、日興、寂仙房日澄を重須談所の学頭に補す。
- 1317年（文保元年）3月8日、日頂、重須に寂（66歳）。三位日順重須談所2代学頭に補せらる。
- 1318年（文保2年）1月8日、三位日順、重須談所に法華本門見聞の講を開く。11月24日、日興、重須談所に問答講〔論義〕を始め三位日順表白文を書す。
- 1325年（正中2年）11月13日、石川妙源、重須御影堂寄進の置状を日興に奉る。
- 1328年（嘉暦3年）9月15日、重須開基檀那石川孫三郎源能忠〔法号妙玄日真〕卒。
- 1333年（元弘3年）2月7日、二祖日興重須に入滅〔88歳〕。伊予公日代、重須に石経を埋む。
- 1334年（建武1年）1月7日、上蓮房日仙、伊予公日代、上蓮〔百貫〕坊において問答す〔仙代問答〕。伊予公日代重須を出で大石寺藤木坊に仮寓す。
- 1339年（延元4年）10月25日、重須日妙、天奏す。12月4日、重須日妙、書を京の太夫阿日尊に報ず。
- 1344年（興国5年）、石川実忠、再び重須の坊地寄進を証す。
- 1347年（正平2年）10月13日、式部日妙等、重須の寺を修理す。
- 1355年（正平10年）1月3日、三位日順、重須談所に開目抄の講義を始む。
- 1356年（正平11年）3月5日、三位日順、重須談所にて観心本尊抄の講義を始む。
- 1417年（応永24年）10月13日、今川範政、重須寺に判物を下す。
- 1482年（文明14年）9月7日、大石寺と重須・保田・小泉衆徒諍論。
- 1494年（明応3年）9月13日、重須日浄、本尊聖教等を日国に譲る。
- 1495年（明応4年）10月22日、重須学頭日経、一位阿日朝に学頭寂仙坊々跡を譲る。
- 1515年（永正12年）6月26日、今川氏親、重須本門寺の寺号証文等を安堵す。
- 1521年（大永元年）6月4日、重須僧日誉、日向細島妙谷寺において富士一跡門徒存知事を書写す。
- 1522年（大永2年）3月19日、今川氏親、重須本門寺々領を安堵し諸役等を免ず。
- 1530年（享禄3年）1月29日、今川氏輝、重須本門寺を守護不入及び諸役免除とす。冬、広蔵院日辰、重須の日興墓所に詣ず。
- 1536年（天文5年）9月6日、今川義元、重須本門寺の臨時諸役を免除し地頭代官の入るを停む。10月9日、重須7代、日国寂。
- 1538年（天文7年）8月6日、北条氏綱、重須本門寺の寺領を安堵す。
- 1543年（天文12年）9月12日、今川義元、安堵状を重須本門寺に与う。
- 1544年（天文13年）11月20日、今川義元、下知状を重須本門寺に与う。
- 1556年（弘治2年）7月7日、要法寺日辰、重須に霊宝を拝し、二箇相承を日耀に写さしむ。
- 1557年（弘治3年）11月16実、今川氏真、重須本門寺の寺領を安堵す。
- 1562年（永禄5年）4月10日、重須日出、重須西山通用之事1札を書す。
- 1565年（永禄8年）、兵部阿日義〔日殿〕、保田日我に無断にて重須に住し師の破門を受く。
- 1569年（永禄12年）2月4日、重須、諸堂武田信玄の兵火に罹り御影を沼津在静浦本能寺に移す。
- 1570年（元亀元年）8月13日、今川氏真、重須本門寺の寺領を安堵し諸役を停止。
- 1574年（天正2年）9月12日、武田勝頼、大石寺及び重須本門寺の寺規を定め両寺の修造興隆に努めしむ。
- 1578年（天正6年）、重須本堂再建成る。
- 1579年（天正7年）、重須本門寺本堂・御影堂再建。
- 1581年（天正9年）、大聖人300遠忌。3月17日、重須本門寺、二箇相承等の重宝を西山衆徒並びに武田勝頼の臣増山権右衛門等のために奪わる。3月28日、重須日殿、重宝返還の訴状を武田勝頼に致す。10月13日、武田勝頼、西山・重須の諍論を裁定す。
- 1582年（天正10年）、日興・日目250遠忌。2月6日、重須日殿、武田方に宝物返還の訴願入れられず断食憤死す〔57歳〕。2月、重須再住日出、徳川家康甲州攻めの砌聖教曼荼羅を贈る、家康凱旋の時之を返納す。11月、徳川家康、重須日出の請により井出甚之助に命じ重須本門寺に用水堀を作らしむ。12月2日、本多弥八郎、徳川家康の命により西山本門寺より宝物64点を重須本門寺へ返さしむ。
- 1583年（天正11年）2月26日、甲斐平岡岡右衛門、徳川家康の命により西山本門寺の宝物を重須本門寺に返還す。
- 1590年（天正18年）12月28日、豊臣秀吉、重須本門寺に寺領50石の地を寄せ諸役を免ず。
- 1611年（慶長16年）12月15日、重須養運坊、本門寺棟札・二箇相承を徳川家康の台覧に供す。
- 1612年（慶長17年）春、讃岐大仁公日円、重須本門寺に至る〔重須讃岐本末係争の発端〕。
- 1641年（寛永18年）6月28日、徳川家光、重須本門寺へ先規の如く50石の朱印状を与う。
- 1647年（正保4年）2月3日、重須日優、江戸寺社奉行に讃岐本門寺を訴う。9月、重須本門寺垂迹堂再建。
- 1648年（慶安元年）12月11日、讃岐本門寺敗訴し、重須本門寺末となり、法華寺と称せしめらる。
- 1665年（寛文5年）7月11日、徳川家綱、重須本門寺へ朱印状を下す。
- 1666年（寛文6年）11月11日、重須本門寺客殿より出火塔中9坊焼失。
- 1667年（寛文7年）2月26日、重須本門寺客殿より出火塔中2坊焼失。
- 1668年（寛文8年）4月11日、重須行泉坊焼失。11月20日、重須本性坊焼失。
- 1670年（寛文10年）9月12日、重須本門寺客殿・庫裡・垂迹堂等焼失。
- 1672年（寛文12年）12月16日、重須本門寺累年の火災により住持日優退寺す。
- 1673年（延宝1年）10月13日、重須本門寺梵鐘改鋳、鐘楼・二天門・表門造営。
- 1675年（延宝3年）1月30日、重須書院より出火5ケ坊・山門等焼失、前後11回何れも放火による。重須放火犯学頭日然逃走。
- 1695年（元禄8年）5月、重須塔中8ケ坊・黒門・三門等焼失。
- 1697年（元禄10年）2月15日、重須本門寺本堂再建。
- 1703年（元禄16年）10月18日、重須本門寺御影堂再建。
- 1725年（享保10年）7月11日、重須本門寺客殿再建。
- 1727年（享保12年）重須日専、富士天母山に宝塔を建つ。
- 1735年（享保20年）10月8日、重須本門寺宝蔵再建。
- 1740年（元文5年）9月、重須本門寺五重塔建立。
- 1796年（寛政8年）10月19日、重須本門寺学頭寮を焼く。
- 1808年（文化5年）2月20日、重須本門寺学頭寮焼失。
- 1812年（文化9年）3月、重須本門寺学頭寮焼失。
- 1827年（文政10年）11月6日、重須本門寺諸堂焼失。
- 1837年（天保8年）2月17日、重須本門寺庫裡焼失。
- 1840年（天保11年）2月17日、重須本門寺本堂・庫裡・書院等焼失。
- 1841年（天保12年）10月　重須本門寺梵鐘改鋳。
- 1846年（弘化3年）4月7日、重須本門寺庫裡再建。
- 1863年（文久3年）4月13日、重須本門寺本堂再建。
- 1876年（明治9年）末寺36ヶ寺とともに、富士門流の統一教団日蓮宗興門派の結成に参加。
- 1899年（明治32年）日蓮宗興門派は本門宗と改称。
- 1910年（明治43年）12月15日、失火により五重塔、本堂焼失。
- 1914年（大正3年） 下条妙蓮寺の本堂を北山本門寺の開山堂として移築。
- 1931年（昭和6年）11月21日、本堂再建。
- 1941年（昭和16年）本門宗は一致派、勝劣派の顕本法華宗とともに三派合同を行い、日蓮宗を結成、北山本門寺とその末寺は以後日蓮宗に帰属して現在に至る。
- 1986年（昭和61年）5月15日、仁王門建立（仁王像はヒノキの一木彫り）。

旧本門宗時代は、同宗の総本山、宗務院がおかれた。三派合同後の新日蓮宗では、同宗の七大本山の一つに列せられている。興統法縁の縁頭寺。

## 本門寺という呼称
日蓮宗にとって、本門寺という呼称には特別な意味が込められている。中国の天台大師は天台山に、日本の伝教大師は比叡山に寺塔を建立したが、日蓮は寺塔を建立する場所を示さなかった。「冨士一跡門徒存知の事」によれば、景勝地を選んで寺塔を建立するべきであり、その景勝地は富士山であり、そこに建立されるべき根本の寺が本門寺であるとされる。本門寺を建立することが日蓮の遺志を継ぐこととされ、その名称は、日蓮の弟子にとっては特別な名称であって根本中の根本であり、日蓮の教えの中心であるということになっている。

## 歴代住職
| 代   | 日号 | 阿闍梨号・院号 | 御遷化年月日                                             | 享年 | 備考                                                    |
| ---- | ---- | -------------- | -------------------------------------------------------- | ---- | ------------------------------------------------------- |
| 初代 | 日興 | 白蓮阿闍梨     | 元弘3年2月7日（1333年）南朝 正慶2年2月7日（1333年）北朝  | 88歳 | 上条大石寺建立 北山本門寺建立 重須にて御遷化            |
| 2代  | 日妙 | 式部阿闍梨     | 正平20年8月1日（1365年）南朝 貞治4年8月1日（1365年）北朝 | 80歳 |                                                         |
| 3代  | 日恩 | 宰相阿闍梨     | 応永9年9月2日（1402年）                                  |      |                                                         |
| 4代  | 日蔵 | 大蔵阿闍梨     | 応永27年8月15日（1420年）                                |      | 伊豆・本能寺開山                                        |
| 5代  | 日昌 |                | 宝徳2年2月20日（1450年）                                 |      |                                                         |
| 6代  | 日浄 |                | 明応2年9月25日（）                                       |      |                                                         |
| 7代  | 日国 |                | 天文5年10月9日（1536年）                                 |      | 駿河・本国寺開山 駿河・本光寺開山 駿河・塔中蓮行坊開基  |
| 8代  | 日耀 |                | 弘治3年2月21日（1557年）                                 |      |                                                         |
| 9代  | 日出 |                | 天正15年5月5日（1587年）                                 | 93歳 | 甲斐・正法寺開山                                        |
| 10代 | 日殿 |                | 天正10年2月6日（1582年）                                 | 57歳 | 駿河・妙泉寺開山 相模・蓮妙寺開山 甲斐・本妙寺開山      |
| 11代 | 日健 |                | 寛永2年5月16日（1625年）                                 | 65歳 | 駿河・本源寺開山                                        |
| 12代 | 日賢 | 長応阿闍梨     | 寛文9年9月23日（1669年）                                 | 85歳 | 武蔵・法輪寺開山 武蔵・宗川寺開山 駿河・宗円寺開山      |
| 13代 | 日延 | 玉竜           | 延宝2年8月15日（1674年）                                 | 80歳 | 武蔵・法輪寺2代 駿河・妙善寺開山                        |
| 14代 | 日優 | 哲心           | 貞享元年8月7日（1684年）                                 | 76歳 | 武蔵・法輪寺3代 武蔵・蓮華寺開山                        |
| 15代 | 日要 | 円秀           | 正徳2年5月24日（1712年）                                 | 66歳 |                                                         |
| 16代 | 日専 |                | 寛延3年4月18日（1750年）                                 | 72歳 |                                                         |
| 17代 | 日堅 | 専立院         | 宝暦12年5月1日（1762年）                                 | 73歳 |                                                         |
| 18代 | 日英 | 感応院         | 宝暦6年4月16日（1756年）                                 |      |                                                         |
| 19代 | 日彦 | 専就院         | 天明6年6月9日（1786年）                                  | 74歳 |                                                         |
| 20代 | 日慎 | 堅雄院倫哲     | 安永8年8月10日（1779年）                                 |      |                                                         |
| 21代 | 日守 | 智応院         | 安永4年9月23日（1775年）                                 | 46歳 |                                                         |
| 22代 | 日勧 | 正雄院堅隆     | 文化元年6月16日（1804年）                                |      |                                                         |
| 23代 | 日全 | 彦就院         | 寛政11年4月11日（1800年）                                | 41歳 |                                                         |
| 24代 | 日昇 |                | 文化5年4月25日（）                                       |      |                                                         |
| 25代 | 日堯 |                | 文政10年9月1日（1827年）                                 |      |                                                         |
| 26代 | 日豊 |                | 文政10年5月16日（1827年）                                |      |                                                         |
| 27代 | 日量 |                | 文政6年7月27日（1823年）                                 |      |                                                         |
| 28代 | 日東 |                | 天保8年6月26日（1837年）                                 | 81歳 |                                                         |
| 29代 | 日定 |                | 嘉永3年11月7日（1850年）                                 | 81歳 |                                                         |
| 30代 | 日穏 |                | 嘉永3年11月1日（1850年）                                 |      |                                                         |
| 31代 | 日誓 |                | 天保12年9月17日(1841年)                                  | 56歳 |                                                         |
| 32代 | 日瑞 |                | 文久元年5月10日（1861年）                                | 71歳 |                                                         |
| 33代 | 日信 |                | 明治15年3月27日（1882年）                                | 69歳 | 重須氏 駿河・法華寺開山                                 |
| 34代 | 日志 | 智伝院         | 明治15年7月25日（1882年）                                | 50歳 | 玉野氏                                                  |
| 35代 | 日観 |                | 明治27年11月30日（1894年）                               | 82歳 | 天野氏                                                  |
| 36代 | 日達 | 蓮興院         | 明治37年3月6日（1904年）                                 | 81歳 | 榎田氏 佐渡・世尊寺29代                                 |
| 37代 | 日忠 | 観正院         | 大正5年3月14日（1916年）                                 | 92歳 | 保田氏 駿河・久成寺33代                                 |
| 38代 | 日啓 | 東堯院         | 明治29年9月28日（1896年）                                | 78歳 | 泉氏 駿河・本国寺20代                                   |
| 39代 | 日善 | 微応院         | 大正9年1月25日（1920年）                                 | 71歳 | 蘆名氏                                                  |
| 40代 | 日仁 | 真成院         | 大正7年3月20日（1918年）                                 | 71歳 | 泉氏 駿河・本国寺21代                                   |
| 41代 | 日達 | 蓮興院         | 明治37年3月6日（1904年）                                 | 81歳 | 再任 佐渡・世尊寺29代                                   |
| 42代 | 日啓 |                | 明治29年9月28日（1896年）                                | 78歳 | 再任                                                    |
| 43代 | 日厚 | 堅持院         | 昭和16年5月24日（1941年）                                | 82歳 | 斉藤氏 佐渡・世尊寺30代 駿河・本光寺32代                |
| 44代 | 日梁 | 扶桑院         | 大正11年1月31日（1922年）                                | 71歳 | 丹治氏 武蔵・蓮華寺25代                                 |
| 45代 | 日恮 |                | 昭和3年3月24日（1928年）                                 | 82歳 | 井出氏 駿河・久成寺34代                                 |
| 46代 | 日光 |                | 昭和18年1月19日（1943年）                                | 69歳 | 井上氏 武蔵・蓮華寺26代 甲斐・正法寺24代                |
| 47代 | 日幹 | 匡真院         | 平成9年5月26日（1997年）                                 | 98歳 | 片山随英                                                |
| 48代 | 日諄 | 浄明院         | 平成21年11月28日（2009年）                               | 93歳 | 本間俊雄 佐渡・世尊寺32代                               |
| 49代 | 日重 |                |                                                          |      | 旭英順 駿河・久成寺37代 駿河・久成寺より晋山 現貫首猊下 |

## 境内
- 日興上人御正廟
- 日蓮大聖人遙拝廟
- 本堂
- 開山堂
- 本化垂迹堂
- 仁王門
- 鐘楼堂
- 二天門
- 法喜門
- 養仙坊 － 寂日房日華開基
- 蓮行坊
- 行泉坊
- 養運坊
- 西之坊
- 東陽坊
- 大乗坊

境内には、日尊上人腰掛石がある。日興は重須談所で弟子の育成に努めたが、窓の外を舞い落ちる木の葉に気をとられた日尊を破門した。破門された日尊は、諸国を巡り36箇寺を建立したと伝えられている。破門されてもなお毎年、お会式には必ず参詣に来た。しかし本堂に入ることは許されないため、人知れず門の外の石に腰掛て参詣したという。

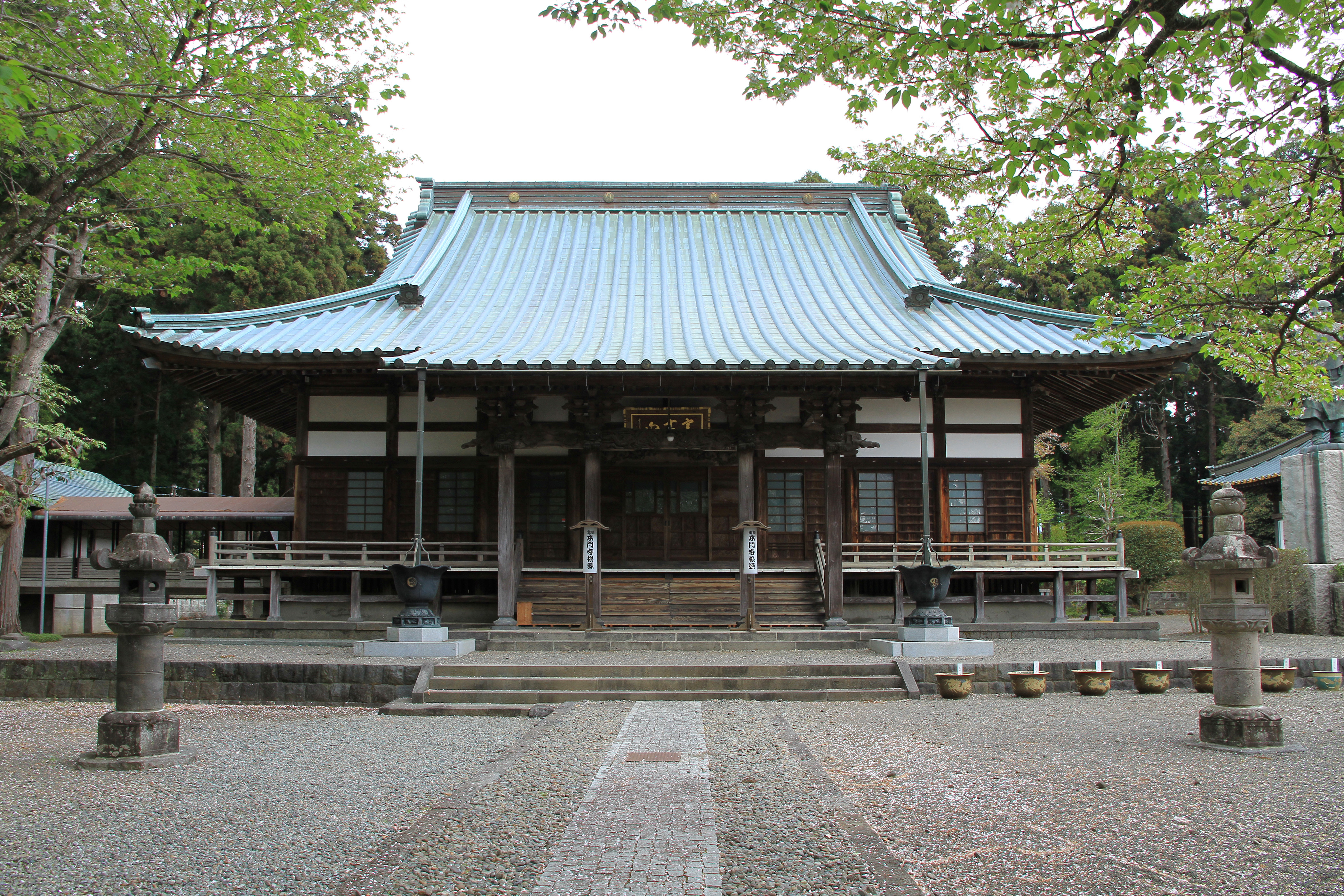
本堂
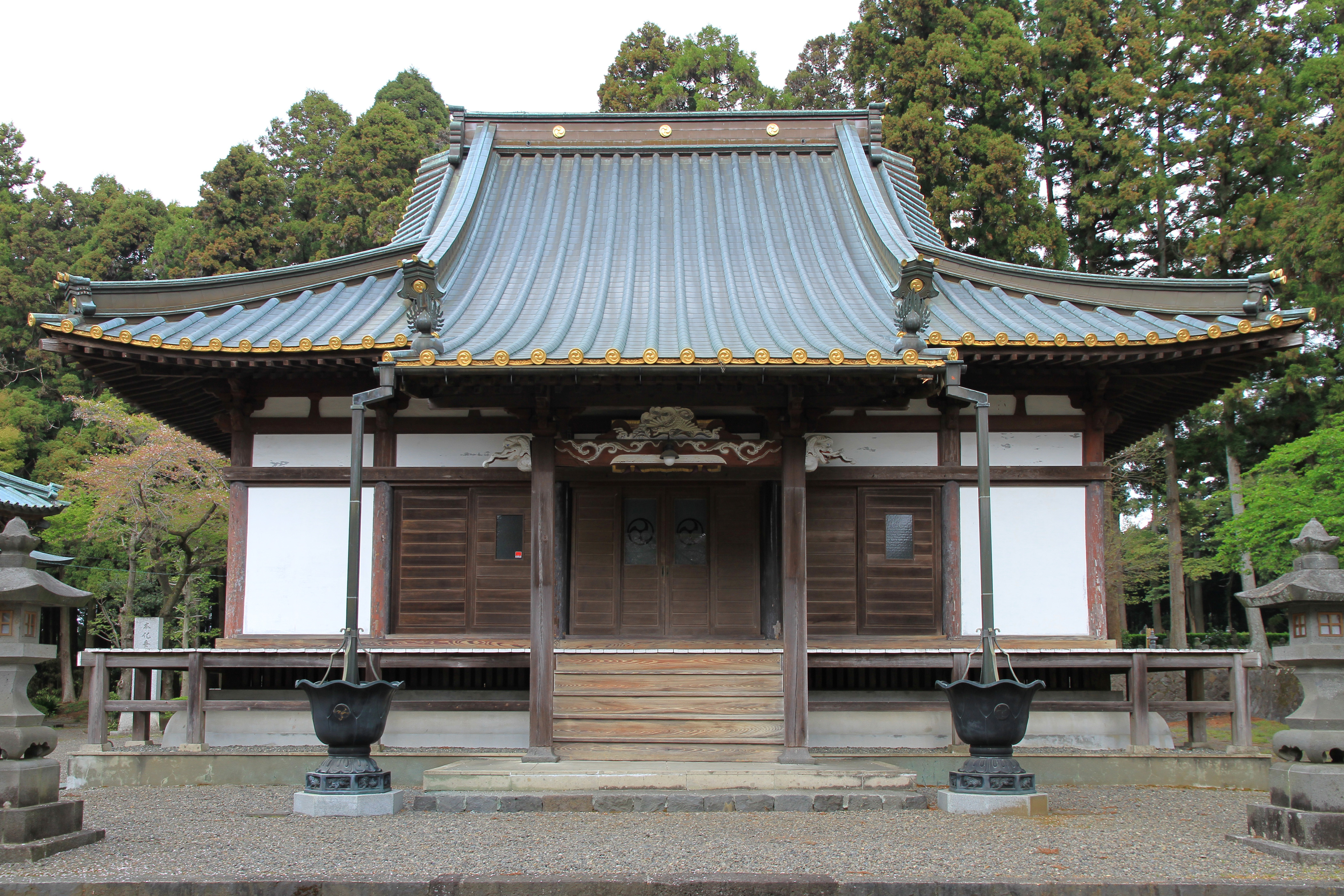
開山堂
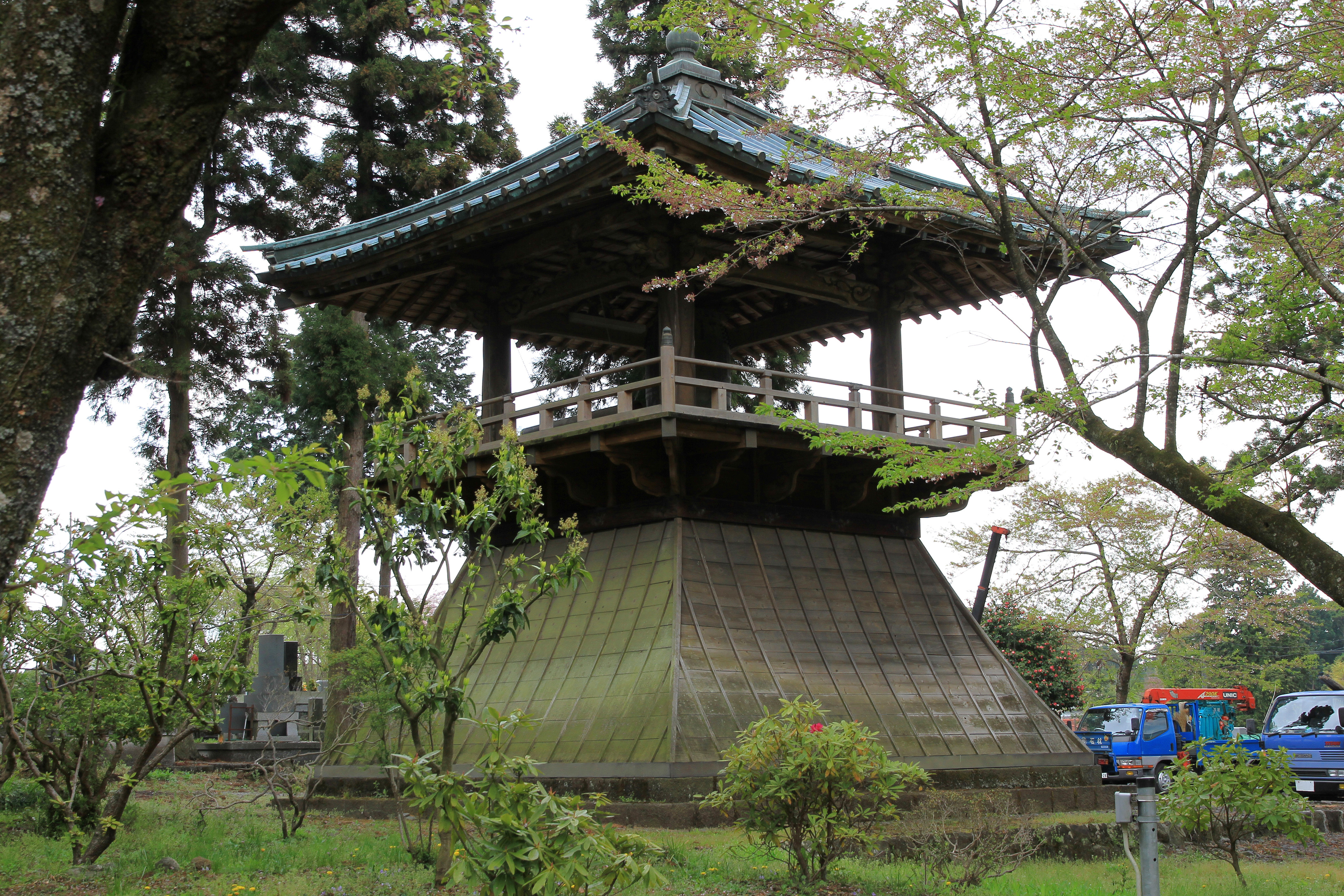
鐘楼堂
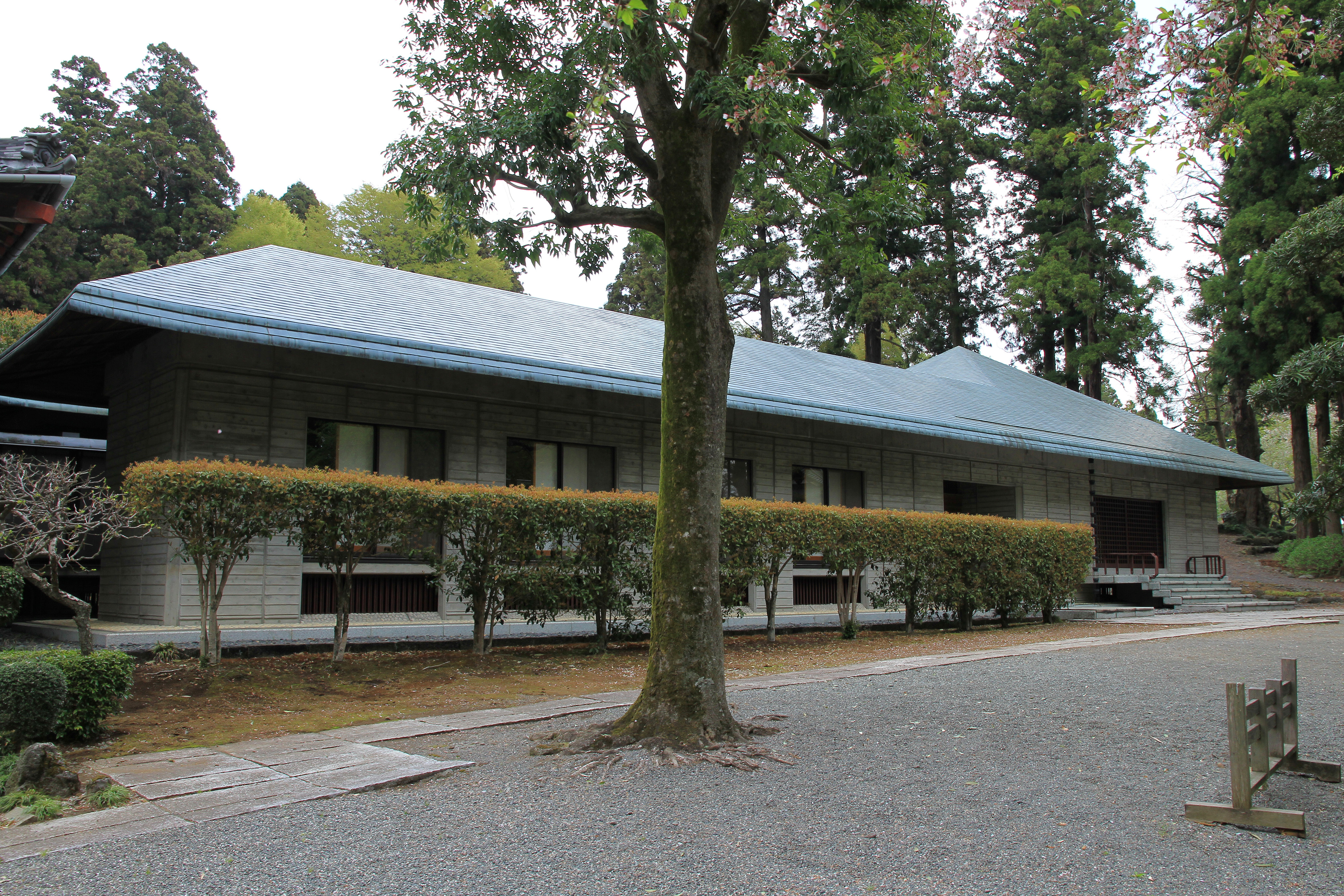
客殿
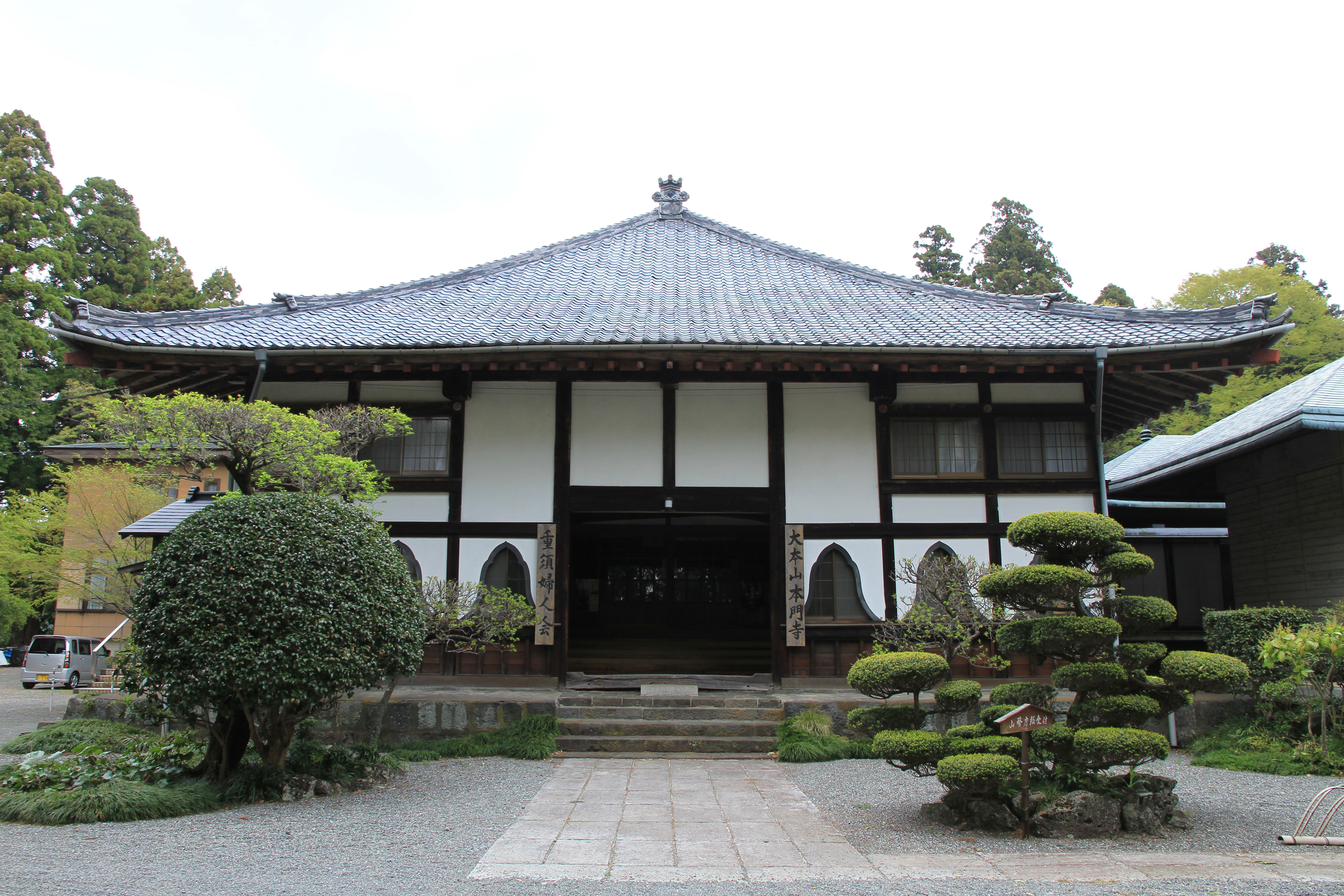
大庫裡

## 年間行事
- 1月1日 新年祝祷会
- 2月7日 御開山日興上人会
- 4月13日 御霊宝お風入れ会
- 5月12日 伊豆法難会
- 7月土用丑の日 御大事本尊会
- 9月12日 龍口法難会
- 10月10日 佐渡法難会
- 11月12日 御会式逮夜法要
- 11月13日 御会式

## 直末寺院
- 須加山本法寺（行田市）
- 泉光山蓮華寺（中野区）
- 萬年山法輪寺（新宿区）
- 白東山宗川寺（横浜市）
- 弁財山蓮妙寺（茅ヶ崎市）
- 本興山常在寺（海老名市）
- 宝松山本禅寺（厚木市）
- 実成山久成寺（御殿場市）
- 光照山妙典寺（御殿場市）
- 伊東山蓮正寺（伊東市）
- 妙法華山伊豆国分寺（三島市）
- 富蔵山本能寺（沼津市）
- 富士山養運坊（富士宮市）
- 富士山西之坊（富士宮市）
- 富士山養仙坊（富士宮市）
- 富士山蓮行坊（富士宮市）
- 富士山東陽坊（富士宮市）
- 富士山行泉坊（富士宮市）
- 富士山大乗坊（富士宮市）旧立正教会
- 大久山本妙寺（富士宮市）
- 玉樹山正林寺（富士宮市）
- 富士山東光寺（富士宮市）
- 妙見山宗円寺（富士宮市）
- 蓮華山本源寺（富士宮市）
- 富士山法華寺（富士宮市）
- 大鏡山本光寺（富士宮市）
- 成就山本国寺（富士市）
- 八王子山妙善寺（富士市）
- 久日山福泉寺（富士市）
- 道場山妙隆寺（静岡市）
- 法永山本照寺（韮崎市）
- 蓮華山正法寺（山梨県昭和町）
- 中央山本妙寺（山梨県昭和町）
- 興栄山本源寺（北杜市）
- 令法久住山世尊寺（佐渡市）
- 法教山本光寺（佐渡市）
- 多寶山本興寺（佐渡市）
- 法輪山本覚寺（和歌山市）
- 大導山顕本寺（岡山市）

## 文化財

### 重要文化財
- 貞観政要 巻第一 日蓮筆 2巻
- 細字金字法華経（藍紙）1巻

### その他
- 五重塔跡　明治42年修理中に失火し焼失した五重塔の礎石が残る。
- 山門跡

## 交通アクセス
- JR身延線富士宮駅より富士急静岡バス、白糸の滝・猪の頭方面行19分、「本門寺入口」バス停下車徒歩5分
- 東京駅からやきそばエクスプレス高速バス「本門寺入口」バス停下車徒歩5分
- JR東海道新幹線新富士駅よりタクシーで35分
- 東名高速道路富士ICより22分
- 駐車場 あり